# ميخائيل ويليامسون
ميخائيل ويليامسون (بالإنجليزية: Michael Williamson)‏ هو سباح بريطاني، ولد في 5 فبراير 1981 في بلفاست في المملكة المتحدة.